# Petra (groupe)
Pour les articles homonymes, voir Petra.
Petra est un groupe américain de rock chrétien formé en 1972 par quatre étudiants en théologie : Bob Hartman, Greg Hough, Bill Glover et John DeGroff.

## Historique
Le mot grec Petra signifie pierre (rock en anglais). Le nom du groupe revêt un double sens : c'est une allusion au genre musical (le rock), mais aussi à Jésus Christ, la pierre angulaire de la foi selon la Bible.
Depuis 30 ans, le groupe a montré une stabilité étonnante et a continué de produire des albums malgré les changements de genre. En dépit des changements dans le groupe, ils ont tenu leur engagement de prêcher l'évangile à travers leur musique. Le groupe a gagné de nombreux prix et vendu des millions d'albums.
Le 24 mai 2005, le groupe a annoncé sa séparation et effectué une ultime tournée.

## Discographie
- Petra (1974)
- Come and Join Us (1977)
- Washes Whiter Than (1979)
- Never Say Die (1981)
- More Power To Ya (1982)
- Not of this World (1983)
- Beat the System (1984)
- Captured In Time and Space (1985)
- Back to the Street (1986)
- This Means War! (1987)
- On Fire! (1988)
- Petra Praise: The Rock Cries Out  (1989)
- Beyond Belief (1990)
- Unseen Power (1991)
- Petra en Alabanza (1992)
- Wake-Up Call (1993)
- No Doubt (1995)
- Petra Praise 2: We Need Jesus (1997)
- God Fixation (1998)
- Double Take (2000)
- Revival (2001)
- Jekyll & Hyde (2003)
- Jekyll & Hyde en Español (2004)
- Petra Farewell (2005)

## Membres
La composition initiale du groupe:
- Greg Hough – guitare et voix
- Bob Hartman – guitare et voix
- John DeGroff – basse
- Bill Glover – percussions

En 2005, la composition du groupe est:
- John Schlitt – voix
- Bob Hartman – guitare
- Greg Bailey – basse
- Paul Simmons – percussions